# Kerygma

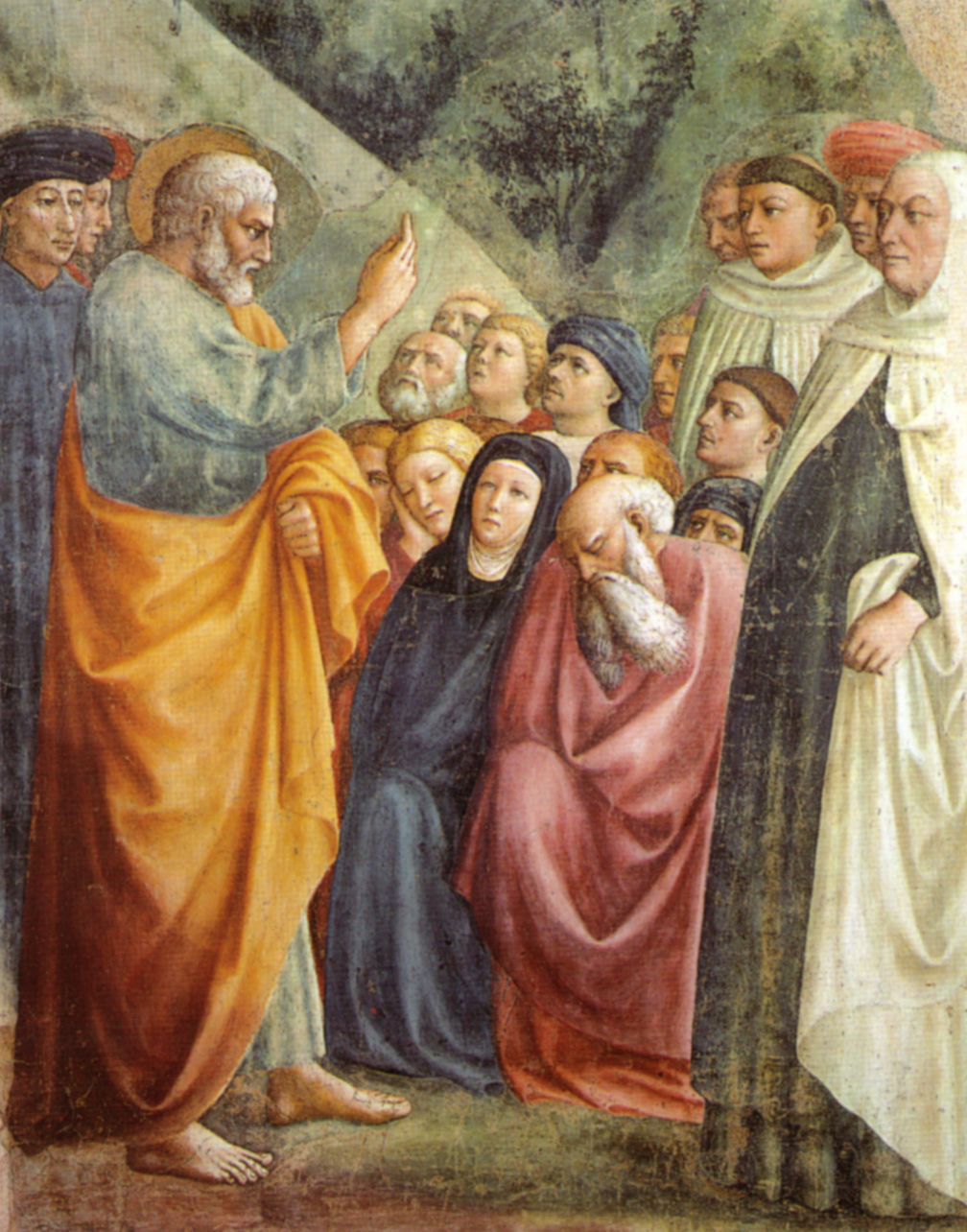
Apoštol Petr jako „hlasatel“ na obraze Masolina da Panicale (kaple Brancacci, 15. století)

Kerygma (pochází ze starořeckého κήρυγμα, kérygma) je řecké slovo, které se v Novém zákoně používá pro „hlásání“ – viz Lk 4, 18–19 (Kral, ČEP), Řím 10, 14 (Kral, ČEP) a Mt 3, 1 (Kral, ČEP). Je příbuzné s řeckým slovesem κηρύσσω (kéryssó), které doslova znamená „volat nebo hlásat jako hlasatel“ a používá se ve významu „hlásat, oznamovat, kázat“. Mezi biblisty se tento termín vžil pro označení jádra učení rané církve o Ježíši. 
Kerygma lze chápat i jako „evangelium v kostce“. I když jeho vývoj prošel rozsáhlým procesem, v jádru obsahuje tyto čtyři základní body:
1. Bůh každého miluje a má s ním dobrý plán.
2. Hříchem je ale každý od dobrého Boha oddělen.
3. V Ježíši Kristu je nabídnuta záchrana a nové spojení s Bohem.
4. Tato záchrana v Ježíši Kristu a nový život z Ducha jsou nabídnuty každému člověku.[1]

## Původ
„Kerygmatické“ se někdy používá pro vyjádření poselství celého Ježíšova působení jako „hlásání adresované nikoli teoretickému rozumu, ale posluchači jako sobě samému“; na rozdíl od didaktického užití Písma, které usiluje o porozumění ve světle toho, co se učí.
V polovině 20. století, kdy se diskutovalo o literárním žánru novozákonních evangelií, vědci jako C. H. Dodd a Rudolf Bultmann navrhovali, že evangelia jsou žánrem, který je ve starověkém světě jedinečný. Tento žánr nazvali kerygma a označili jej za pozdější vývoj kázání, které nabylo literární podoby. Vědecké práce od té doby našly s Bultmannovou teorií problémy, ale v biblických a teologických diskusích se termín kerygma vžil jako označení neredukovatelné podstaty křesťanského apoštolátu. 
Starokřesťanské kerygma, jak je shrnul Dodd z Petrových promluv v novozákonní knize Skutků apoštolů, znělo:
- Nastal věk naplnění, „poslední dny“ předpovězené proroky.
- K tomu došlo narozením, životem, působením, smrtí a vzkříšením Ježíše Krista.
- V důsledku vzkříšení byl Ježíš vyvýšen po Boží pravici jako mesiášská hlava nového Izraele.
- Duch svatý v církvi je znamením Kristovy přítomné moci a slávy.
- Mesiášský věk dosáhne svého završení při Kristově návratu.
- Objevuje se výzva k pokání s nabídkou odpuštění, přijetí Ducha svatého a spásy.

Ve 4. století bylo kerygma oficiálně zveřejněno v Nicejském vyznání víry.

## Nový zákon
Nový zákon je sbírka raně křesťanských spisů, které jsou považovány za svaté písmo. 
| Základní body křesťanského kerygma                                                    |
| 1. Bůh každého miluje a má s ním dobrý plán.                                          |
| 2. Hříchem je ale každý od dobrého Boha oddělen.                                      |
| 3. V Ježíši Kristu je nabídnuta záchrana a nové spojení s Bohem.                      |
| 4. Tato záchrana v Ježíši Kristu a nový život z Ducha jsou nabídnuty každému člověku. |

- Boží zaslíbení daná ve Starém zákoně se nyní naplnila příchodem Ježíše, Mesiáše – Sk 2, 30 (Kral, ČEP); Sk 3, 19–24 (Kral, ČEP); Sk 10, 43 (Kral, ČEP); Sk 26, 6 – 7, 22 (Kral, ČEP); Řím 1, 2–4 (Kral, ČEP); 1Tim 3, 16 (Kral, ČEP); Žd 1, 1–2 (Kral, ČEP); 1Petr 1, 10–12 (Kral, ČEP); 2Petr 1, 18–19 (Kral, ČEP).
- Ježíš byl při svém křtu pomazán Bohem jako Mesiáš – Sk 10, 38 (Kral, ČEP).
- Ježíš po svém křtu zahájil své působení v Galileji – Sk 10, 37 (Kral, ČEP) a konal mocné skutky z Boží moci – Mk 10, 45 (Kral, ČEP); Sk 2, 22 (Kral, ČEP); Sk 10, 38 (Kral, ČEP).
- Mesiáš byl ukřižován podle Božího záměru – Mk 10, 45 (Kral, ČEP); Jan 3, 16 (Kral, ČEP); Sk 2, 23 (Kral, ČEP); Sk 3, 13–18 (Kral, ČEP); Sk 4, 11 (Kral, ČEP); Sk 10, 39 (Kral, ČEP); Sk 26, 23 (Kral, ČEP); Řím 8, 34 (Kral, ČEP); 1Kor 1, 17–18 (Kral, ČEP); Sk 15, 3 (Kral, ČEP); Gal 1, 4 (Kral, ČEP); Žd 1, 3 (Kral, ČEP); 1Petr 1, 1 – 2, 19 (Kral, ČEP); 1Petr 3, 18 (Kral, ČEP); 1Jan 4, 10 (Kral, ČEP).
- Byl vzkříšen z mrtvých a zjevil se svým učedníkům – Sk 2, 32 (Kral, ČEP); Sk 3, 26 (Kral, ČEP); Sk 10, 40–41 (Kral, ČEP); Sk 17, 31 (Kral, ČEP); Sk 26, 23 (Kral, ČEP); Řím 8, 34 (Kral, ČEP); Řím 10, 9 (Kral, ČEP); 1Kor 15, 4 – 7, 12 (Kral, ČEP) a dále; 1Sol 1, 10 (Kral, ČEP); 1Tim 3, 16 (Kral, ČEP); 1Petr 1, 1–21 (Kral, ČEP); 1Tim 3 (Kral, ČEP).
- Ježíš byl Bohem povýšen – Sk 2, 25 – 29, 36 (Kral, ČEP); Sk 3, 13 (Kral, ČEP); Řím 8, 34 (Kral, ČEP); Řím 10, 9 (Kral, ČEP); 1Tim 3, 16 (Kral, ČEP); Žd 1, 3 (Kral, ČEP); 1Petr 3, 22 (Kral, ČEP) na Pána – Sk 10, 36 (Kral, ČEP); Řím 10, 9 (Kral, ČEP).
- On přivede Ducha svatého, aby vytvořil nové Boží společenství – Sk 1, 8 (Kral, ČEP); Sk 2, 14–39 (Kral, ČEP); Sk 10, 44–47 (Kral, ČEP); 1Petr 1, 12 (Kral, ČEP).
- Znovu přijde, aby soudil a všechno obnovil – Sk 3, 20–21 (Kral, ČEP); Sk 10, 42 (Kral, ČEP); Sk 17, 31 (Kral, ČEP); 1Kor 15, 20–28 (Kral, ČEP); 1Tim 1, 10 (Kral, ČEP).
- Všichni, kdo uslyší poselství, mají činit pokání a dát se pokřtít – Sk 2, 38 (Kral, ČEP); Sk 3, 19 (Kral, ČEP); Sk 10, 43–48 (Kral, ČEP); Sk 17, 30 (Kral, ČEP); Sk 26, 20 (Kral, ČEP); Řím 1, 17 (Kral, ČEP); Řím 10, 9 (Kral, ČEP); 1Petr 3, 21 (Kral, ČEP).